# Арена Стожиці
46°04′52″ пн. ш. 14°31′17″ сх. д. / 46.081111° пн. ш. 14.521389° сх. д.
Арена Стожиці (словен. Arena Stožice) — багатофункціональний спортивний комплекс у місті Любляні, столиці Словенії, відкритий 10 серпня 2010 року. Зала має 12 480 місць, займає площу 14 164 м²,

## Відомості

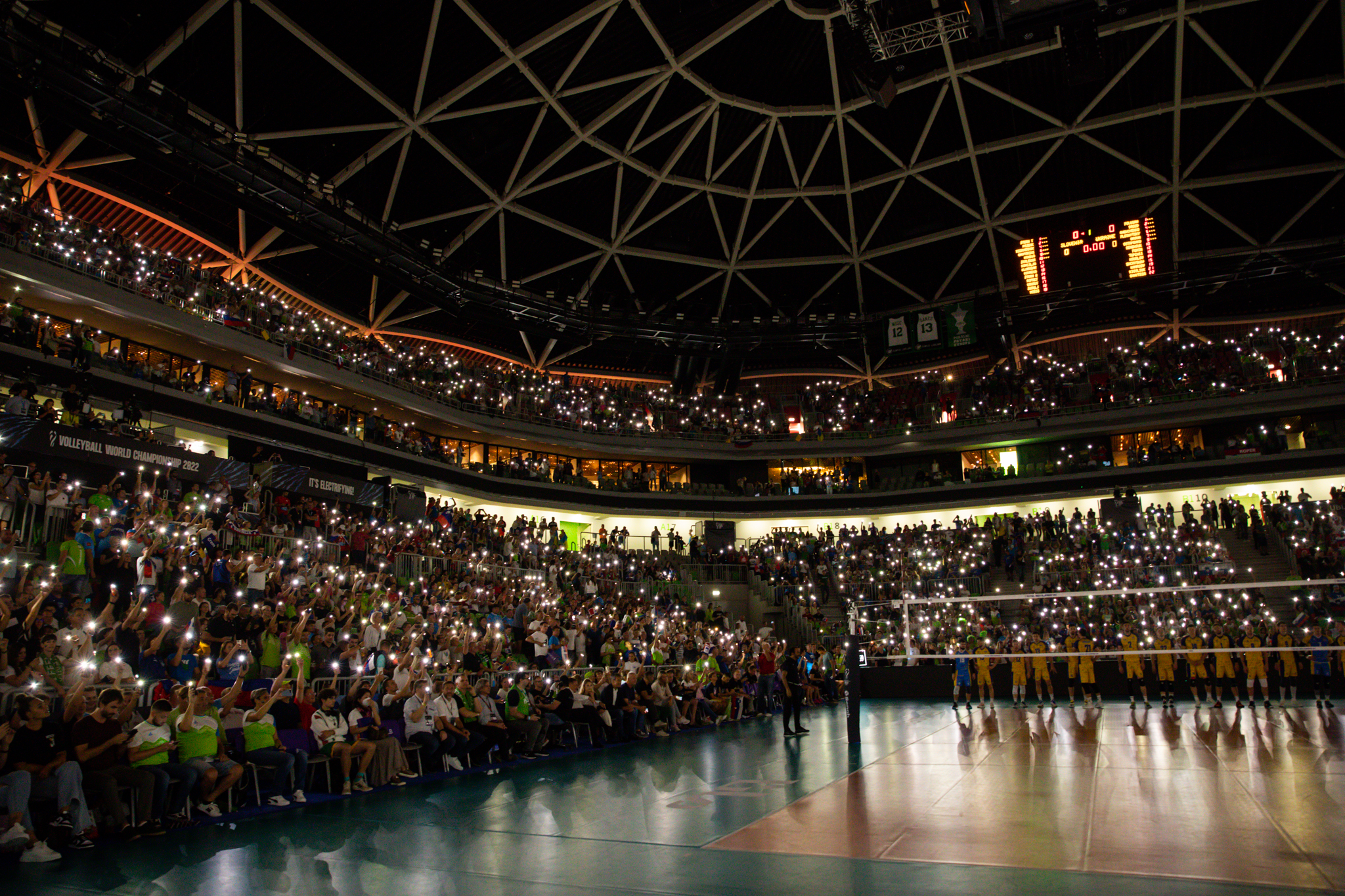
Чоловіча збірна України з волейболу перед чвертьфіналом світової першости 2022 зі збірною Словенії

Відкритий 10 серпня 2010 року баскетбольним матчем між збірними Словенії та Іспанії. Перший культурний захід у новій залі відбувся 7 жовтня 2010 року, коли тут виступав оперний співак Хосе Каррерас.
Проєкт розробили працівники «Sadar Vuga Arhitekti»
Зала має 12 480 місць, розташованих на трьох рівнях зали у формі раковини, а трибуни поділені на три рівні (зелений, VIP і червоний). Площа — 14 164 м².
Зала призначена для занять спортом у закритих приміщеннях. Тут проводять поєдинки збірні Словенії з різних видів спорту, також клуби «Цедевіта Олімпія» (KK Cedevita Olimpija), RK Mercator Krim, ACH Volley. Також проводять кінні та мотоциклетні заходи, ще можна концерти, циркові заходи, конгреси тощо.
В «Арені Стожиці» відбувалися поєдинки Першости Європи з баскетболу 2013, Першости Європи з футзалу 2018, вирішальний — Ліги чемпіонів ЄКВ 2021—2022 між польським клубом ЗАКСА (Кендзежин-Козьле) та італійським «Ітас Трентіно» (22 травня 2022 року), нині — Першости світу з волейболу серед чоловіків.
7 вересня 2022 року на майданчику «Арени Стожиці» відбулася чвертьфінальна зустріч світової першости 2022 між збірною господарів і командою України.